# Manoe Frateur
Manoe Frateur (Wilrijk,1 januari 1970) is een Belgisch acteur, die vooral bekend is van zijn rol als Eric Buelens in De Buurtpolitie.

## Carrière
Frateur begon in 1994 zijn studies orthopedagogie, die hij in 1998 afrondde. Van 2000 tot 2004 volgde hij een acteursopleiding aan Toneelacademie Maastricht. Van 1998 tot 2006 was hij docent expressie aan de Pestalozzi Hogeschool. In augustus 2005 won hij de Vuurvlieg 2005, de eerste prijs voor jongerentheater op het theaterfestival van Vlaanderen. Na in tal van toneelstukken te zijn verschenen maakte hij in 2012 zijn televisiedebuut, door in vier afleveringen van de Belgische Bananasplit te verschijnen. Zijn, tot nog toe, bekendste rol is die van Eric Buelens in Echte Verhalen: De Buurtpolitie. Hij hernam deze rol in het vervolg Echte Verhalen: De Buurtpolitie VIPS. Sinds 1988 is Frateur tevens straatartiest.

## Filmografie
- De Buurtpolitie: De Perfecte Overval, 2022, Eric Buelens
- Echte Verhalen: De Buurtpolitie VIPS, 2022, Eric Buelens
- De Buurtpolitie: Het Circus, 2019, Eric Buelens
- Connie & Clyde, 2018, uitzendconsulent
- De Buurtpolitie: De Tunnel, 2018, Eric Buelens
- Aan tafel bij Manoe, 2017-heden, gastheer
- Familie, 2016-2017, meneer De Wachter
- De Buurtpolitie: De Grote Geldroof, 2016, Eric Buelens
- De keuken van Sofie, 2016, zichzelf
- De Kotmadam, 2016, Tom De Wit
- Echte Verhalen: De Buurtpolitie, 2014-2020, Eric Buelens
- Binnenstebuiten, 2013, vader van Anna-Louise
- Bananasplit, 2012, gastrol
- Ruppel, onbekend, gastrol